# Jean-Thomas Arrighi de Casanova
Jean-Thomas Arrighi de Casanova (francès: Jean-Toussaint Arrighi de Casanova)  (Corti, 8 de març de 1778 - París, 22 de març de 1853) fou un general francès d'origen cors.

## Biografia
Era fill de Hyacinthe Arrighi, advocat general del rei, diputat suplent de la Convenció Nacional, després prefecte de Liamone, i cosí germà (per part de la seva dona) de Maria Letizia Ramolino, mare de Napoleó I. El 1787 fou enviat a l'Escola Militar de Rebais, vora Meaux, com a alumne del rei. El 1793, quan les escoles militars foren suprimides, fou enviat a la Universitat de Pisa. Quan tornà a Còrsega, marxà a Itàlia amb Josep Bonaparte, on hi fou tinent d'una de les companyies de la 75a Brigada.
Després del tractat de Leoben, passà a l'estat major general com a adjunt als generals ajudants. Adscrit com a secretari d'ambaixada a Josep Bonaparte, el seguí a Parma i a Roma, on el desembre de 1797 fou ferit durant la revolta del general Léonard Duphot. Després participà com a adjunt a l'estat major en l'expedició a Egipte. Després de la batalla de les Piràmides, fou nomenat ajudant de camp del general Louis-Alexandre Berthier, qui el va nomenar capità després de ser ferit a la batalla de Salahieh.
Durant l'expedició a Síria, fou un dels primers a prendre per assalt Jaffa i assistí a l'assalt de Sant Joan d'Acre de 1799, i entrà a la ciutat amb el general Larmes. Hi fou ferit greument d'una bala a la caròtide, però se salvà. Va rebre un sabre d'honor i el títol de capità. Aleshores fou enviat a França, on participà en la batalla de Marengo com a cap d'esquadró i del 1r regiment de dragons, sota el comandament del general Berthier. Fou nomenat coronel i participà en la campanya d'Ulm. A la batalla de Wertingen va conduir les seves tropes a la victòria, capturant sis canons malgrat les seves ferides. Va rebre aleshores la Legió d'Honor.
Ferit als preliminars de la batalla d'Austerlitz, fou nomenat coronel dels Dragons de l'Emperadriu (Guàrdia Imperial) i participà en la Campanya de Prússia. El 1807 fou nomenat general de brigada, i després de la batalla de Friedland Napoleó el nomenà duc de Pàdua. El 1808 fou enviat a la campanya d'Espanya com a cap dels Dragons de l'Emperadriu, i participà en els combats contra els anglesos a Benavente.
Quan tornà a França fou posat al capdavant de la cavalleria imperial contra Àustria. Fou nomenat general de divisió a la batalla d'Essling (25 de maig de 1809). A la batalla de Wagram lluità al costat dret per ajudar a Louis Nicolas Davout, príncep d'Eckmulh. Després Napoleó el nomenà inspector general de cavalleria i amb la condecoració del Gran Cordó de la Reunió.
Per a la campanya de Rússia, li fou encarregada l'organització de 67 cohorts de guàrdies nacionals amb artilleria, així com el comandament de les tropes entre el riu Elba i el Somme. Durant la campanya de 1813 fou cap del 3r cos de cavalleria a Metz i defensar els marges del Rin. Després fou governador de Leipzig, que defensà dels atacs de Czernischew. A la batalla de Dennewitz va detenir suecs i prussians i facilità la retirada de Michel Ney, i també lluità a la batalla de Leipzig contra els cosacs del mariscal Blücher. Després de la Campanya de França de 1814 el seu cos de cavalleria, delmat, fou dissolt i encarregat d'infanteria de protegir el mariscal Auguste Fréderic Louis Viesse de Marmont a Treviso. A la presa de París, sota les ordre del duc de Ragusa, ocupà els alts de Belleville i Romainville, i fou ferit novament.
Durant l'abdicació de Napoleó, es mantingué retirat. Durant el govern dels cent dies el nomenà Parell de França i governador de Còrsega, on hi trobà un fort suport popular després de la batalla de Waterloo. Durant la Restauració francesa li foren retirats tots els càrrecs i honors i proscrit el 24 de juliol de 1815. Marxà a la Llombardia, d'on no tornà fins al 1820. Va romandre allunyat de la política fins al 1849, quan fou elegit diputat bonapartista per Còrsega i senador el 1852. Va acabar els seus dies com a governador de l'hotel dels invàlids. És pare de Louis Arrighi de Casanova, ministre de l'interior de Napoleó III.